# Medaille van verdienste voor ruimteonderzoek

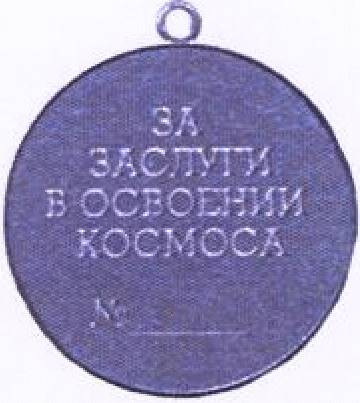
Medaille van verdienste voor ruimteonderzoek (achterzijde)

De Medaille van verdienste voor ruimteonderzoek (Russisch: "Медаль За заслуги в освоении космоса", Medal Za zasloegi v osvojenij kosmosa) werd op 7 september 2010 ingesteld door de Russische Federatie. Deze medaille wordt toegekend als de ontvanger aanzienlijke verdiensten heeft voor de Russische ruimtevaart. Voor de kosmonauten is er een eretitel; die van Piloot-Kosmonaut van de Russische Federatie met bijbehorend draagteken. In Rusland spreekt men in plaats van "ruimte" of "heelal" en astronaut steeds over "kosmos" en "kosmonaut" waar andere landen het aan het Engels ontleende astronaut gebruiken. Vandaar de Russische naam van de medaille die als "Medaille voor onderzoek van de Kosmos" of "Medaille voor Verdienste tijdens het Onderzoek van de Ruimte" kan worden vertaald.
Deze medaille wordt toegekend aan burgers van de Russische Federatie voor prestaties op het gebied van fundamenteel en toegepast ruimteonderzoek, voor aanzienlijke bijdragen aan de ontwikkeling van raket- en ruimtevaarttechnologie, aan de daarmee verbonden industrie en trainings- en ontwerpactiviteiten, voor de opzet en uitvoering van internationale ruimtevaartprogramma's, alsmede voor andere ruimtevaartactiviteiten die gericht zijn op de verdergaande sociaal-economische ontwikkeling van de Russische Federatie, op versterking van haar defensie en het waarborgen van haar nationale belangen en op het stimuleren en intensiveren van internationale samenwerking. De medaille kan ook worden toegekend aan vreemdelingen voor uitmuntende bijdragen aan de ontwikkeling van de ruimtevaarttechnologie in de Russische Federatie. Zo ontvingen vierendertig Amerikaanse astronauten de medaille. Amerika heeft met de Sovjet-Unie en de Russische Federatie in de ruimte samengewerkt en kosmonauten en astronauten verbleven samen in het Internationaal ruimtestation ISS.
Het gaat in het Russische ruimtevaartprogramma niet alleen om vreedzame ontwikkeling, de "defensiecapaciteit" van Rusland wordt met name genoemd, het land bezit een groot aantal raketten met kernkoppen en andere raketten met een militair doel. De Russische Federatie lanceert ook satellieten voor militaire doeleinden. De medaille kan ook voor de inzet voor deze bewapening en verkenning worden uitgereikt.

## De medaille
Op de voorzijde van de ronde zilveren medaille, met een diameter van 32 millimeter, zijn een startende raket van het type R7 en sterren afgebeeld. Op de keerzijde staat de opdracht "ЗА ЗАСЛУГИ В ОСВОЕНИИ КОСМОСА" (Russisch: voor verdiensten op het gebied van het ruimteonderzoek). Daaronder is ruimte voor een serienummer.
De medaille hangt aan een vijfhoekig opgemaakt lichtblauw lint met witte bies en een wit-blauw-witte middenstreep.
De medaille wordt op de linkerborst gedragen. Wanneer men meerdere onderscheidingen draagt komt de Medaille van verdienste voor ruimteonderzoek na de Medaille van verdienste voor de ontwikkeling van spoorwegen. Er is voor de dragers ook een miniatuur van de onderscheiding beschikbaar. Deze kleine medaille dient volgens het Statuut een diameter van 16 millimeter te hebben. Op een dagelijks uniform mag men een baton in de kleuren van het lint dragen.
Hoogste eretitels van de Russische Federatie

Held van de Russische Federatie ·
Held van de Arbeid

Orden van de Russische Federatie

Sint-Andreas de Eerstgeroepene ·
Sint-George ·
Verdienste voor het Vaderland ·
Heilige Catharina de Grote Martelares ·
Alexander Nevski ·
Soevorov ·
Oesjakov ·
Zjoekov ·
Koetoezov ·
Nachimov ·
 Dapperheid ·
Militaire Verdienste ·
Maritieme Verdienste ·
Eer ·
Vriendschap ·
Roem van het Ouderschap

Onderscheidingstekens van de Russische Federatie

Sint-Georgekruis ·
Onderscheidingsteken voor Goede Daden ·
Onderscheidingsteken voor Onberispelijke Dienst

Medailles van de Russische Federatie

Dienen van het Moederland ·
Moed ·
Soevorov ·
Oesjakov ·
Zjoekov ·
Nesterov ·
Poesjkin ·
Verdedigers van het Vrije Rusland ·
Bewaken van de Openbare Orde ·
Verdedigen van de Grenzen ·
Redden van Stervenden ·
Landbouw ·
Ontwikkeling van spoorwegen ·
Kernenergie-onderzoek ·
Ruimteonderzoek ·
Roem van het Ouderschap

Herinneringsmedailles die tot 2010 staatsonderscheiding waren

50 jaar Overwinning ·
60 jaar Overwinning ·
65 jaar Overwinning ·
300 jaar Russische Marine ·
850 jaar Moskou ·
100 jaar Trans-Siberische Spoorweg ·
Al-Russische volkstelling ·
300 jaar Sint-Petersburg ·
1000 jaar Kazan

Herinneringsmedailles

70 jaar Overwinning

Certificaten van de President van de Russische Federatie

 Erecertificaat ·
Certificaat van Dankbaarheid